# Ivan Hannibal
Ivan Hannibal  (russe : Иван Абрамович Ганнибал, Ivan Abramovitch Gannibal), né le 5 juin 1735 à Karjaküla (actuelle Estonie) et mort le 12 octobre 1801 à Saint-Pétersbourg, est un officier de marine russe, fils du général Abraham Hannibal et grand-oncle du poète Alexandre Pouchkine. Il est le fondateur de la ville de Kherson.

## Famille
Ivan Hannibal est l’aîné des dix enfants d’Abraham Hannibal (1696-1781), jeune Africain né en Érythrée ou au Cameroun, ramené de Constantinople par Piotr Andreïevitch Tolstoï (arrière-grand-père de Léon Tolstoï) sur ordre de Pierre le Grand, et qui fit une brillante carrière militaire.  Sa mère, Christina Regina Siöberg (1705-1781), est issue d’une lignée de barons baltes. 
Son frère cadet, Ossip Hannibal (1744-1806), est le père de Nadejda Pouchkina (1775-1836), mère d'Alexandre Pouchkine.

## Biographie
Commandant du détachement de la flotte de la mer Noire qui s’empare de la forteresse ottomane de Pýlos pendant la guerre russo-turque de 1768-1774, Ivan Hannibal participe à la bataille de Tchesmé, où son action lui vaut d'être décoré de l'ordre de Saint-Georges.
En 1772, il est major-général et en 1777 l’impératrice Catherine II  le nomme à l’Amirauté de Saint-Pétersbourg, siège de la Marine impériale russe. L’année suivante le voit gouverneur de Kherson, dans l'actuelle Ukraine, où Potemkine le charge d’édifier la forteresse, le port et la ville, tâche dont il s’acquitte en un court laps de temps. En remerciement, il reçoit l'ordre de Saint-Vladimir et de Saint-Alexandre-Nevski, ainsi qu’une propriété dans l'oblast de Kherson, aujourd'hui située dans la localité de Bilozerka.
Tombé en disgrâce auprès de Potemkine, Ivan Hannibal quitte l’armée en 1784. Il sera promu au grade de général en chef, le deuxième grade le plus élevé en Russie, à l'instar de son père.
Mort célibataire et sans enfant, il est inhumé dans le cimetière du monastère Saint-Alexandre-Nevski à Saint-Pétersbourg.

## Distinctions
- Ordre de Saint-Georges, troisième classe
- Ordre de Saint-Vladimir, première classe
- Ordre de Saint-Alexandre-Nevski
- Ordre de Sainte-Anne, première classe

## Littérature
Ivan Hannibal est évoqué par son petit-neveu Alexandre Pouchkine dans le poème Ma généalogie (1830) et dans l'autobiographie de 1834.

## Galerie

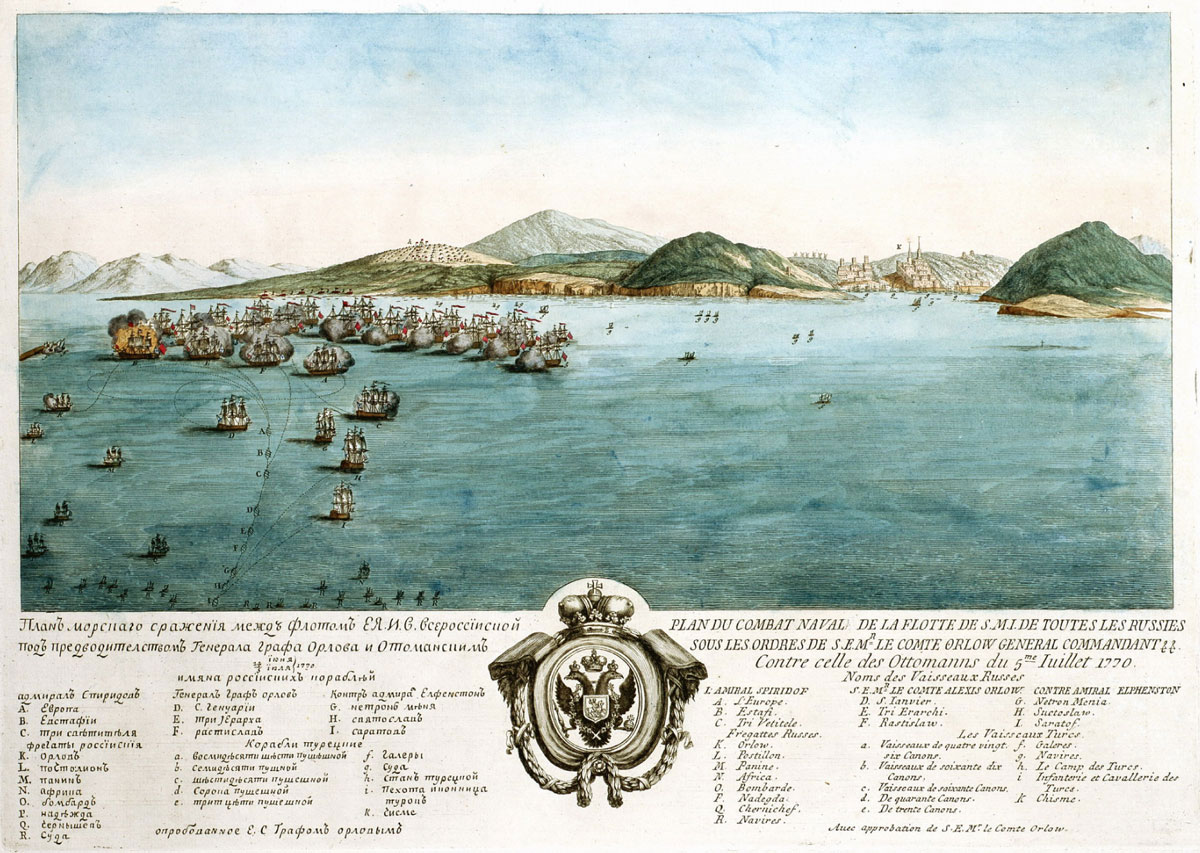
Plan de la bataille de Tchesmé (1770).
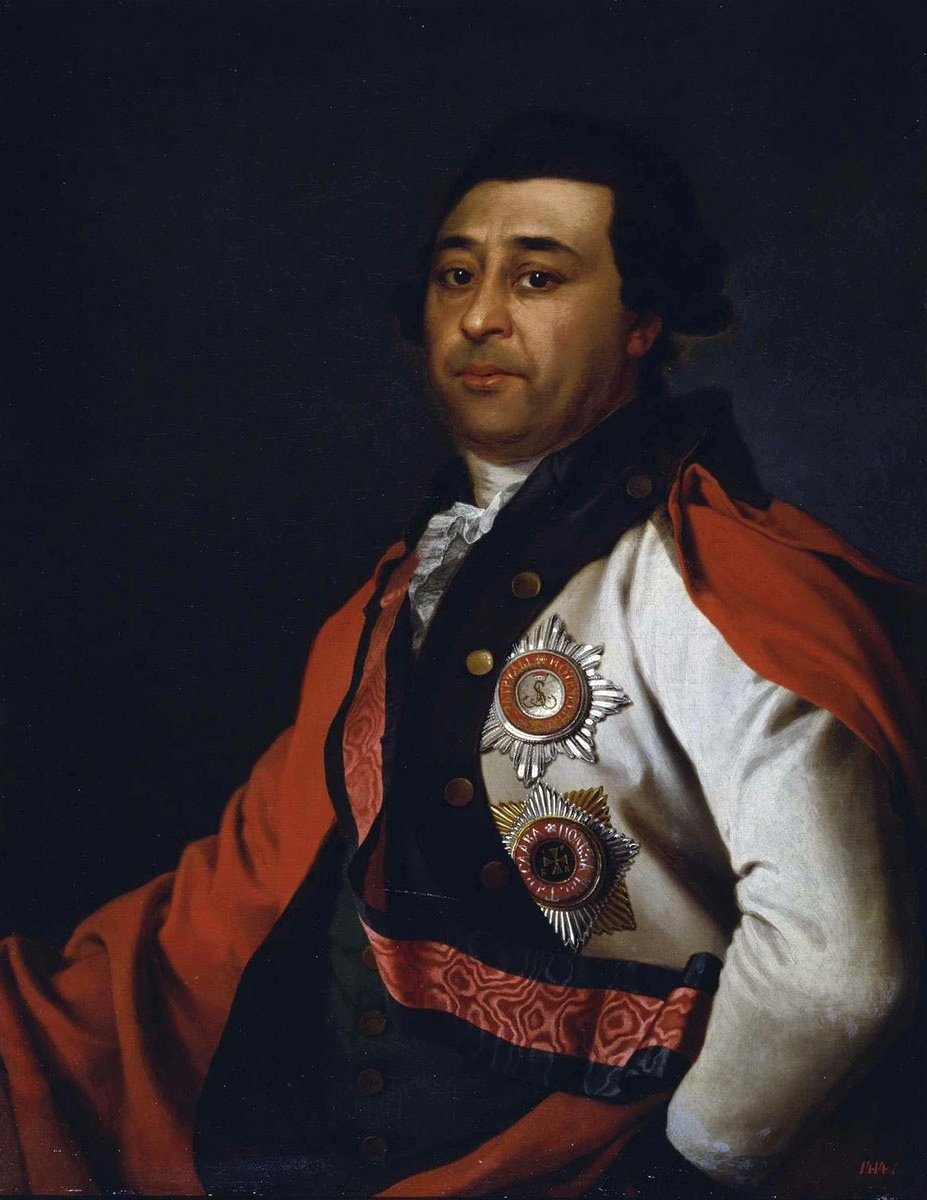
Ivan Hannibal en 1785.
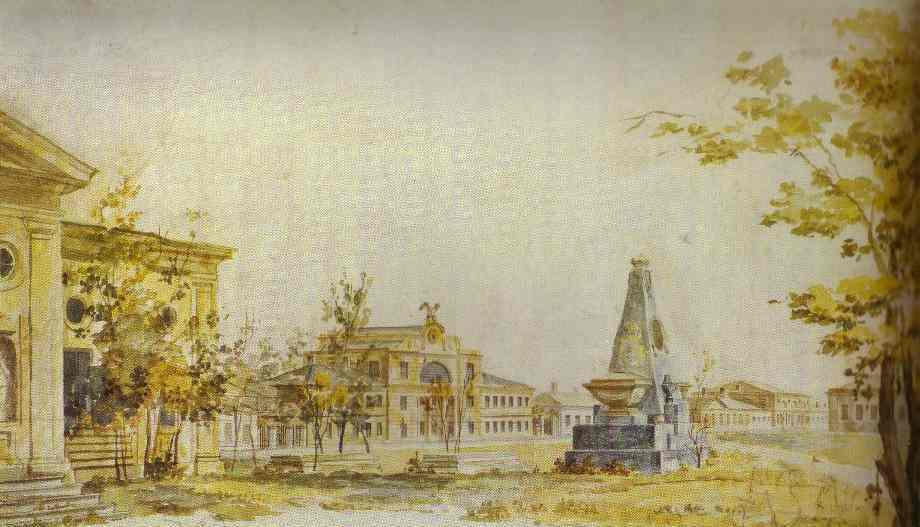
La ville de Kherson à la fin du XVIIIe siècle.